# AirPods Pro
Les AirPods Pro sont des écouteurs intra-auriculaires sans fil Bluetooth conçus par Apple, commercialisés le 30 octobre 2019. Il s'agit des écouteurs sans fil de milieu de gamme de la marque, disponibles aux côtés des AirPods et des AirPods Max.
Les AirPods Pro de première génération utilisent la puce H1, que l'on retrouve également dans les AirPods de deuxième génération. Parmi les ajouts notables figurent la réduction active du bruit, le mode transparence, l'ajustement automatique du profil de fréquence, la résistance à l'eau IPX4, un étui de chargement prenant en compte la recharge sans fil et des embouts en silicone interchangeables.
En septembre 2022, Apple annonce la deuxième génération, intégrant la puce H2, la connectivité Bluetooth 5.3, une meilleure qualité sonore et des capacités de réduction du bruit, une plus grande autonomie, un réglage du volume, la prise en charge de la fonction Localiser, la compatibilité avec les chargeurs de l'Apple Watch et des embouts de taille réduite. En 2023, une nouvelle version ajoute la résistance à la poussière IP54, la prise en compte de l'audio sans perte en association avec l'Apple Vision Pro et un étui de chargement USB Type-C.

## Modèle

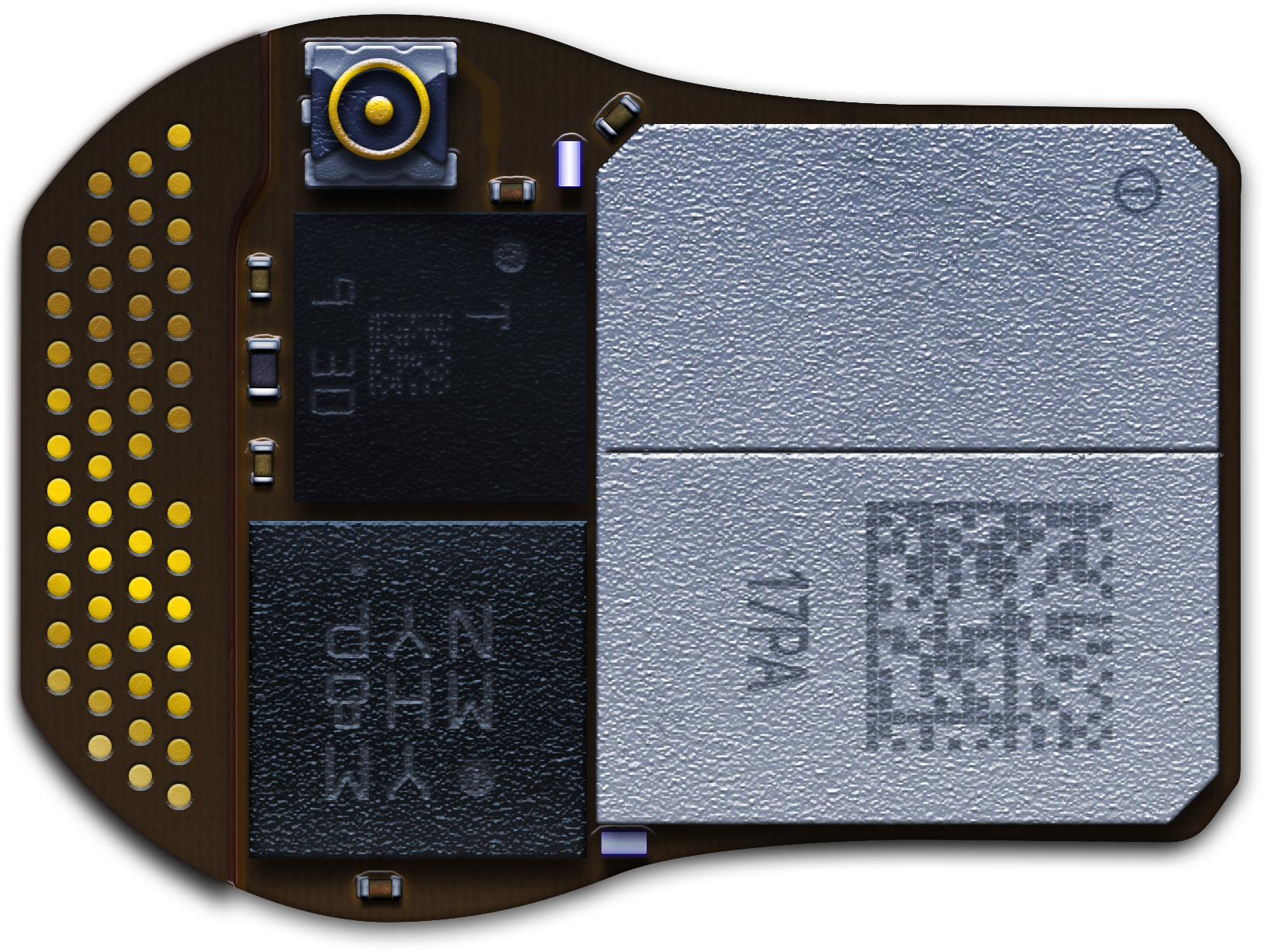
Le dessous du module Apple H1 SiP dans les AirPods Pro.

### Première génération
Apple annonce les AirPods Pro le 28 octobre 2019 et les commercialise deux jours plus tard,. Ils reprennent les caractéristiques des AirPods standard, notamment le microphone qui filtre les bruits de fond, les accéléromètres et les capteurs optiques qui peuvent détecter les pressions sur la tige et le placement, ainsi que la mise en pause automatique lorsqu'ils sont retirés des oreilles. Le contrôle par tapotement est remplacé par une pression sur un capteur situé sur les tiges. Ils sont classés IPX4 pour la résistance à l'eau. Les AirPods Pro utilisent la puce H1 que l'on trouve également dans les AirPods de deuxième et troisième génération et qui prend en charge la fonction mains libres « dis Siri ». La réduction active du bruit peut être désactivée ou commutée en mode transparence, qui permet aux utilisateurs d'entendre leur environnement. Les modes de réduction du bruit peuvent également être modifiés dans les réglages.
L'autonomie de la batterie est équivalente à celle des AirPods de deuxième génération, soit 5 heures, mais le mode réduction du bruit et le mode transparence la réduisent à 4.5 heures en raison du traitement supplémentaire. L'étui de recharge annonce la même durée d'écoute totale que l'étui AirPods standard soit de 24 h. Il est également compatible avec la norme de charge sans fil Qi. En octobre 2021, l'étui de chargement évolue en intégrant la fonction MagSafe. Comme les AirPods, ils sont critiqués pour l'autonomie de leur batterie.
Ils sont livrés avec trois tailles d'embouts en silicone. Il existe un test logiciel appelé Ear Tip Fit Test qui « [vérifie] l'ajustement de vos embouts AirPods pour déterminer quelle taille offre la meilleure étanchéité et les meilleures performances acoustiques afin de garantir un ajustement correct, ainsi qu'une fonction appelée Adaptive EQ qui ajuste automatiquement le contour des fréquences », prétendument pour mieux s'adapter à la forme de l'oreille de l'utilisateur,. À partir de début 2020, Apple vend des embouts de remplacement pour les AirPods Pro sur son site.

### Deuxième génération
Les AirPods Pro de deuxième génération sont annoncés lors d'un événement médiatique le 7 septembre 2022 et sont commercialisés le 23 septembre 2022. Ils utilisent une puce H2 mise à jour avec une connectivité Bluetooth 5.3, et offrent une qualité sonore et une réduction du bruit améliorées, ainsi qu'une plus grande autonomie de la batterie. Ils comprennent également des embouts auriculaires de très petite taille, et les appareils permettent de glisser vers le haut et vers le bas pour régler le volume. Les embouts sont physiquement compatibles avec les AirPods Pro de première génération puisqu'ils utilisent le même connecteur, mais la société note que les embouts de deuxième génération utilisent un maillage moins dense et recommande de ne pas les mélanger pour des raisons de cohérence acoustique.
En septembre 2023, la société lance la deuxième génération d'AirPods Pro avec une résistance à la poussière IP54 améliorée, une puce H2 mise à jour qui prend en charge la bande 5 GHz pour un son sans perte avec l'Apple Vision Pro, et un étui de chargement avec un port USB Type-C à la place d'un port Lightning.
Sur iOS 17, Apple met à jour quelques nouvelles fonctions pour le modèle de deuxième génération : « Audio adaptatif » mélange dynamiquement la transparence et la réduction active du bruit pour adapter l'expérience de contrôle du bruit à mesure que l'utilisateur se déplace entre des environnements et des interactions changeants tout au long de la journée ; « Appuyer » pour répondre/mettre fin à un appel ; « Volume personnalisé » utilise l'apprentissage automatique pour affiner l'expérience de consommation de contenu en fonction des préférences de l'utilisateur au fil du temps et de l'environnement ; « Sensibilisation à la conversation » diminue automatiquement le volume de ce que l'utilisateur écoute, réduit le bruit de fond et améliore le son de la voix si l'utilisateur commence à parler à quelqu'un à proximité,.
Sur iOS 18, Apple introduit de nouvelles fonctions pour le modèle de deuxième génération. Lorsqu'un utilisateur parle à Siri, il peut hocher la tête pour dire « oui » ou la secouer doucement de droite à gauche pour répondre « non »,. L'isolation vocale pendant les appels téléphoniques sur les AirPods Pro est introduite et la possibilité de faire un test auditif crée par Apple (qui a une réelle valeur médicale) est ajoutée.